# Сфоартя
Сфоартя (рум. Sfoartea) — село у повіті Алба в Румунії. Входить до складу комуни Скерішоара.
Село розташоване на відстані 343 км на північний захід від Бухареста, 75 км на північний захід від Алба-Юлії, 64 км на південний захід від Клуж-Напоки.

## Населення
За даними перепису населення 2002 року у селі проживали 102 особи, усі — румуни. Усі жителі села рідною мовою назвали румунську.